# Ründeroth

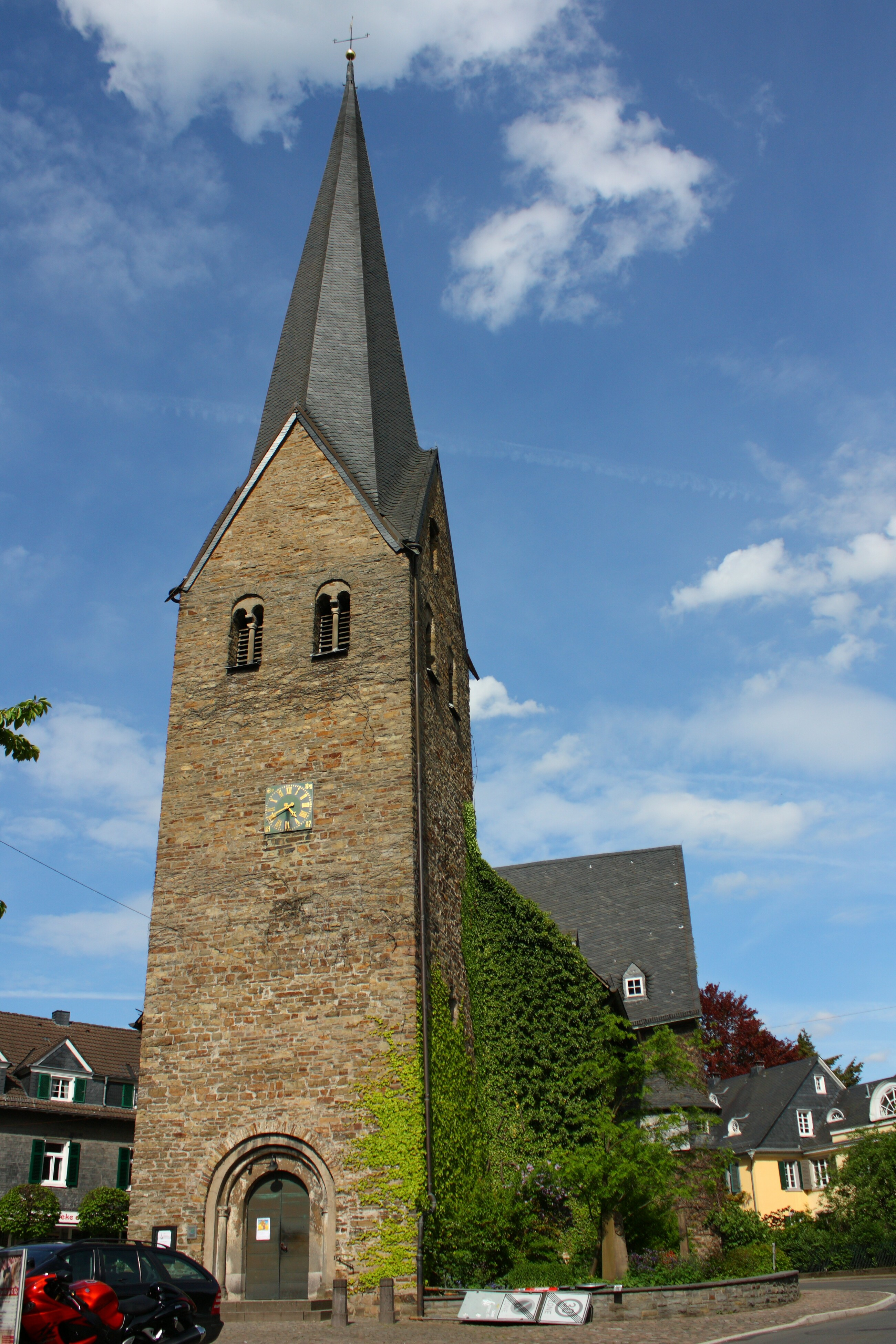
Evangelische Kirche Ründeroth

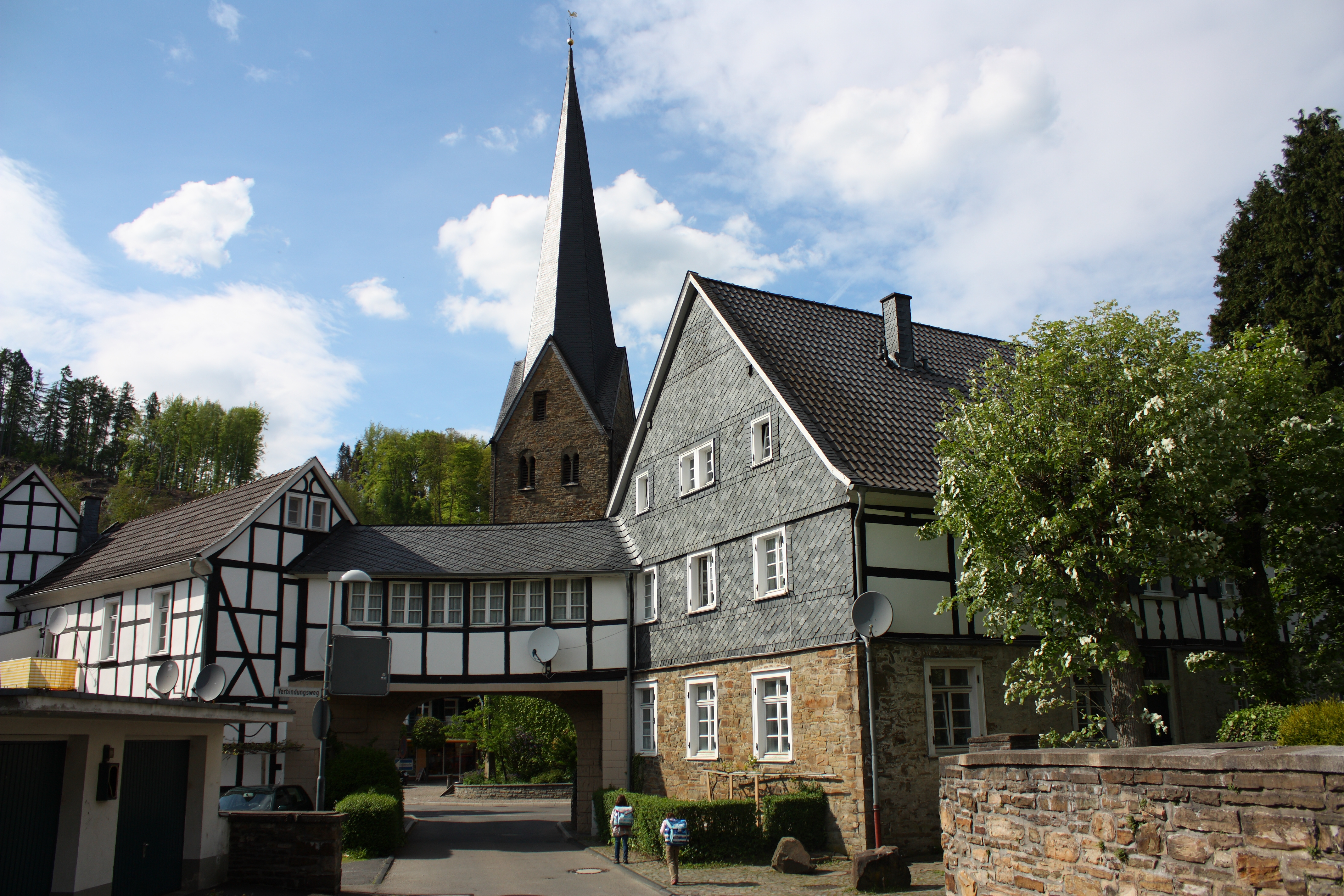
Alte Fachwerkhäuser und Kirche im Zentrum

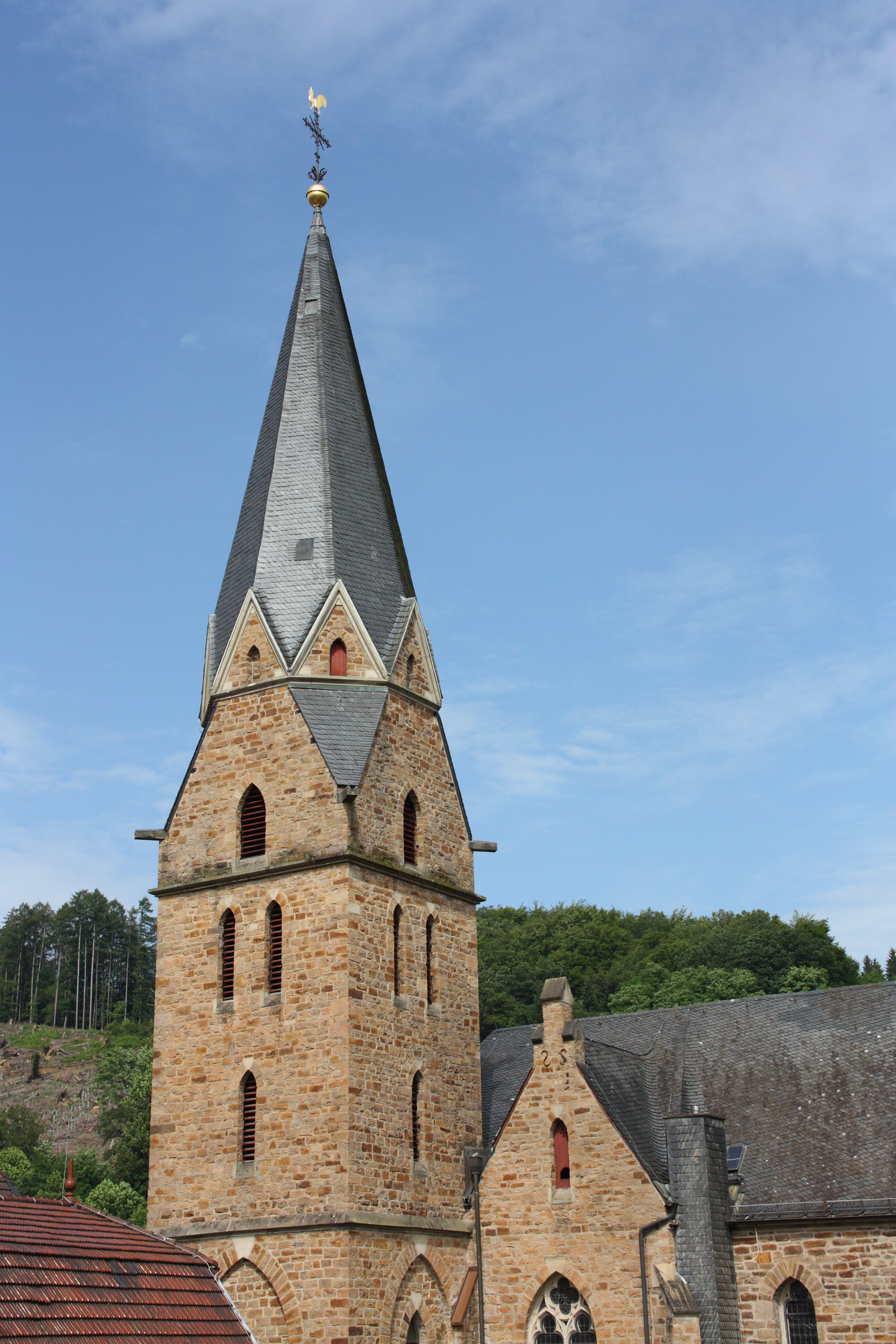
Katholische Kirche Ründeroth

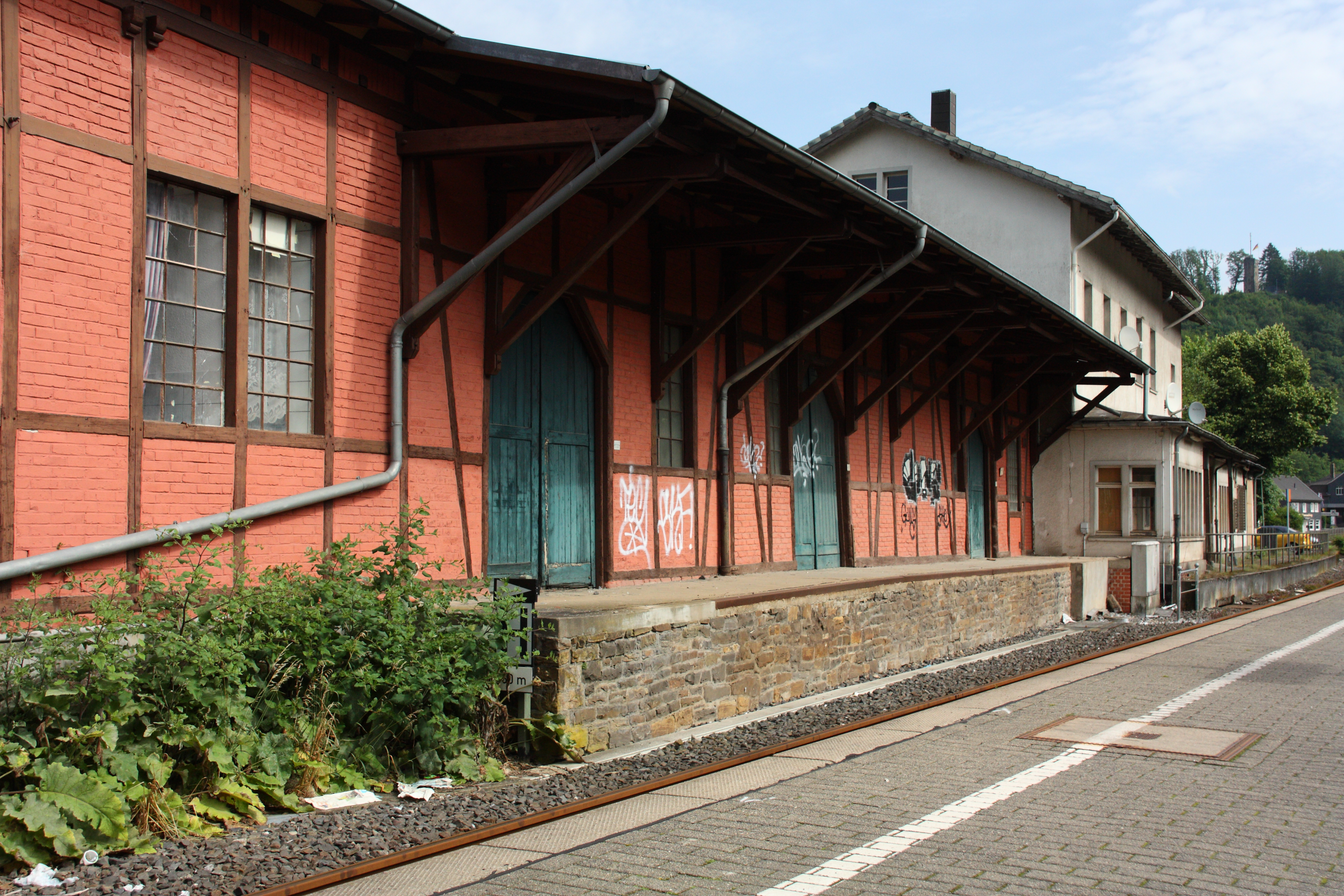
Altes Bahnhofsgebäude Ründeroth

Ründeroth ist ein Ortsteil der Gemeinde Engelskirchen im Oberbergischen Kreis in Nordrhein-Westfalen. Bis zum 31. Dezember 1974 war Ründeroth eine eigenständige Gemeinde.

## Lage und Beschreibung
Der Ort liegt rund vier Kilometer östlich von Engelskirchen an der Agger sowie der ehemaligen Bundesstraße 55, welche jetzt die Landesstraße 136 ist.

## Geschichte

### Erstnennung
1174 wurde der Ort als Ruinede Rodhe erstmals urkundlich erwähnt im Zusammenhang mit einer Übertragung des Zehnts durch das Severinstift auf Vogt Engelbert von Berg.
Vom Ende des 13. Jahrhunderts bis 1806 gehörte Ründeroth zur Reichsherrschaft Gimborn-Neustadt und war Grenzort im Dreiländereck zum Herzogtum Berg (Engelskirchen) und zur Reichsherrschaft Homburg (Drabenderhöhe). In Ründeroth lag die Aggerfurt des mittelalterlichen Fernhandelswegs Zeithstraße von Siegburg nach Dortmund. Zeitweilig war Ründeroth als Luftkurort anerkannt.
Ründeroth fiel 1806 an den französischen Satellitenstaat Großherzogtum Berg. Dort wurde bei der Einführung von Verwaltungsstrukturen nach französischem Vorbild im Kanton Gummersbach des Arrondissements Siegen im Département Sieg auch die Mairie (Bürgermeisterei) Ründeroth eingerichtet. Nachdem das Gebiet 1814 an Preußen gefallen war, wurde aus der Mairie die preußische Bürgermeisterei Ründeroth. Diese gehörte zunächst ab 1816 zum Kreis Gimborn, kam 1825 zum Kreis Gummersbach und bestand nur aus der Landgemeinde Ründeroth.

### Wappen
| | Blasonierung: „In Rot ein steigender goldener (gelber) Greif, in den Vorderklauen eine silberne (weiße) Zange haltend, im Schildfuß ein kleiner Schild; in Gold (Gelb) ein von Silber (Weiß) und Rot in drei Reihen zu acht Plätzen geschachter Balken.“ |
| Wappenbegründung: Das von Wilhelm Baumeister entworfene und vom Oberpräsidenten der Rheinprovinz 1935 verliehene Wappen zeigt den statt dem in dieser Gegend üblichen Bergischen Löwen, der eigentlich auf die frühere Zugehörigkeit zum Herzogtum Berg hinweist, einen Greifen, der hier stellvertretend für den Löwen verliehen wurde, da er nach Meinung des Staatsarchivs in Berlin schon zu häufig in Wappen vertreten sei; die Zange symbolisiert die frühere Stahlherstellung in der Gemeinde und der kleine Schild mit dem märkischen Schachbalken, steht für die Zugehörigkeit zur Grafschaft Mark. | |

### Kommunale Neugliederung
Am 1. Juli 1969 wurde Ründeroth um Gebietsteile der damaligen Nachbargemeinden Bielstein und Gummersbach vergrößert. Am 1. Januar 1975 wurden als Ergebnis der kommunalen Neugliederung gemäß § 13 Abs. 1 des Köln-Gesetzes die bis dahin selbständigen Gemeinden Engelskirchen und Ründeroth zur neuen Gemeinde Engelskirchen zusammengeschlossen.

## Kirchliche Einrichtungen und Gemeinschaften
- Katholische Kirchengemeinde St. Jakobus
- Katholische Pfarrjugend St. Jakobus
- Katholische Kindertagesstätte St. Jakobus
- Katholischer Kirchenchor St. Cäcilia
- Caritas Kleiderstube
- Evangelische Kirchengemeinde Ründeroth
- CVJM Ründeroth e. V.

## Sehenswürdigkeiten
- Aggertalhöhle
- Kurpark
- Haldy-Turm (Aussichtsturm)
- Hohe Warte (Aussichtsturm)
- Historischer Ortskern
- Naturschutzgebiet Weinberg
- Evangelische Kirche
- Alter Bahnhof der Stadt Recklinghausen

## Freizeit

### Wandern und Radwege
Folgende Wanderwege bietet der Sauerländische Gebirgsverein vom Wanderparkplatz Ründeroth (Freibad) an:
- A4 (6,9 km) – A5 (2,7 km) – A6 (2,9 km)

### Vereine
In Ründeroth gibt es die Sportvereine „Volleyballclub Ründeroth e. V.“ und den „TSV Ründeroth“. In der Heimat und Brauchtumspflege engagiert sich der „Heimat und Verschönerungsverein von 1868 e. V.“ Im  „Aktivkreis Ründerroth“ organisieren und unterstützen örtliche Unternehmer Veranstaltungen im Ort. Der Ründerother Karnevalsverein (RKV) besteht seit 1975.

## Schulen
- Leopold-Goes-Realschule Ründeroth (seit Sommer 2007 im neuen Gebäude. Auslauf der Schule 2017)
- Sekundarschule Engelskirchen (seit 2010 in den Gebäuden der Haupt- und Realschule)
- Gemeinschafts-Grundschule Ründeroth (seit 2015 in den Gebäuden der Haupt-, Real- und Sekundarschule)
- Gemeinschaftshauptschule Ründeroth (seit Sommer 2007 im neuen Gebäude. Auslauf der Schule 2017)

## Trivia
Insbesondere zur Karnevalszeit ist das Lied Komm mit mir nach Ründeroth von Heinz Baumeister zu hören.

## Persönlichkeiten

### In Ründeroth geboren
(in der Reihenfolge des Geburtsjahres)
- Anna Jaeger (1849–1908), Porträtmalerin
- Richard Alexander Haldy (1855–1899), Landrat des Kreises Gummersbach
- Alfred Reucker (1868–1958), Regisseur und Generalintendant
- Johannes Baptist Ferdinand (1880–1967), Landgerichtsdirektor und Heimatforscher
- Hans Kattwinkel (1883–1958), Ingenieur, Erfinder und Unternehmer
- Josef Schnuch (1906–1992), Unternehmer
- Horst Lademacher (* 1931), Historiker
- Ernst Herhaus (1932–2010), Schriftsteller
- Nikolaus Amrhein (* 1942), Professor für Biochemie und Physiologie der Pflanzen
- Elke Wiswedel (* 1971), Moderatorin bei NDR2

### Mit Ründeroth verbunden
- August Dresbach (1894–1968), Politiker (CDU), lebte zeitweise in Ründeroth

## Verkehr

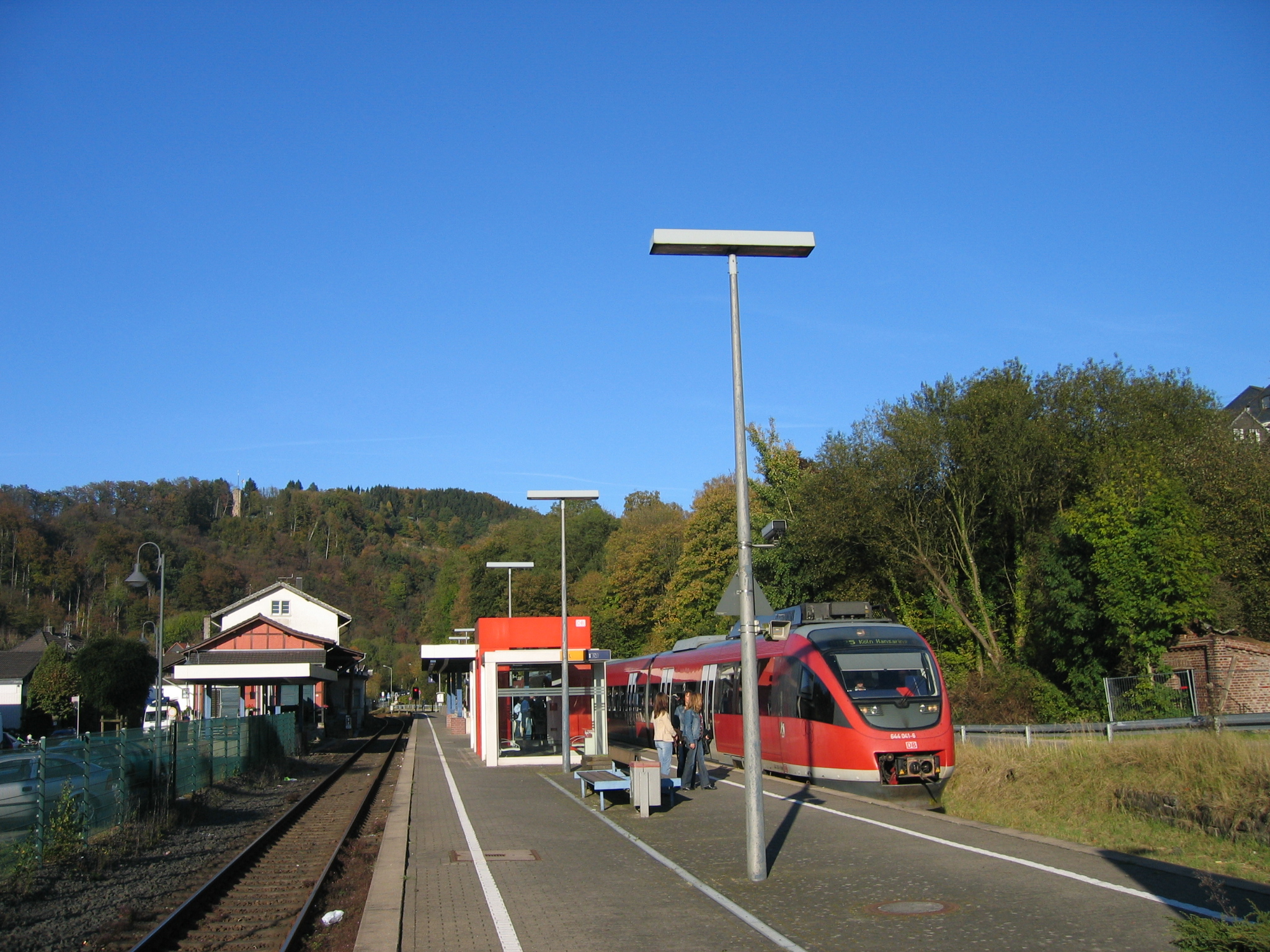
Bahnhof Ründeroth

Im Schienenpersonennahverkehr ist Ründeroth an die Aggertalbahn von Köln über Overath und Gummersbach nach Meinerzhagen angeschlossen, auf der die Oberbergische Bahn (RB 25) verkehrt. Die Fahrzeit von Ründeroth nach Köln Hbf beträgt knapp 60 Minuten, nach Gummersbach 15 Minuten.
| Linie | Verlauf / Anmerkungen | Takt (Mo–Fr)                                               |
| ----- | --- | ---------------------------------------------------------- |
| RB 25 | Oberbergische Bahn: Köln Hansaring – Köln Hbf – Köln Messe/Deutz – Köln Trimbornstraße – Köln Frankfurter Straße – Rösrath-Stümpen – Rösrath – Hoffnungsthal – Lohmar-Honrath – Overath – Engelskirchen – Ründeroth – Gummersbach-Dieringhausen – Gummersbach – Marienheide – Meinerzhagen – Kierspe – Halver-Oberbrügge – Lüdenscheid-Brügge – Lüdenscheid Stand: Fahrplanwechsel Dezember 2023 | 30 min (Köln–Gummersbach) 60 min (Gummersbach–Lüdenscheid) |

Der Verkehrsverbund Rhein-Sieg gilt bis Meinerzhagen, darüber hinaus der NRW-Tarif.
Im Straßenpersonennahverkehr verkehren folgende Buslinien:
Haltestelle: Ründeroth Busbahnhof
- 310 Gummersbach – Overath (Schulzentrum Cyriax)
- 312 Waldbröl
- 317 Gummersbach
- 319 Much